# Parque Nacional de Lomami
O Parque Nacional de Lomami é um parque nacional situado na República Democrática do Congo, na África Central. Foi criado em julho de 2016. É o nono parque nacional do Congo.
O parque nacional de Lomami possui uma extensão de 8879 km² (887900 hectares) que compreende um bosque úmido tropical com ilhas da savana ao sul e colinas ao oeste. Abriga várias espécies endêmicas nacionais, incluindo o bonobo, okapi, pavão-real-do-congo, e uma nova espécie de primata denominada lesula. Também abriga a rara espécie Cercopithecus dryas, localmente chamada Inoko. Existe uma importante população protegida de elefantes-africanos-do-bosque no setor norte do parque.